# Fusil M1941 Johnson
Le fusil Johnson M1941 est un fusil semi-automatique américain à court recul conçu par Melvin Johnson (en) avant la Seconde Guerre mondiale. Le M1941 a été utilisé en nombre limité par les Marines américains pendant la Seconde Guerre mondiale et n'a pas réussi à concurrencer le M1 Garand.

## Conception

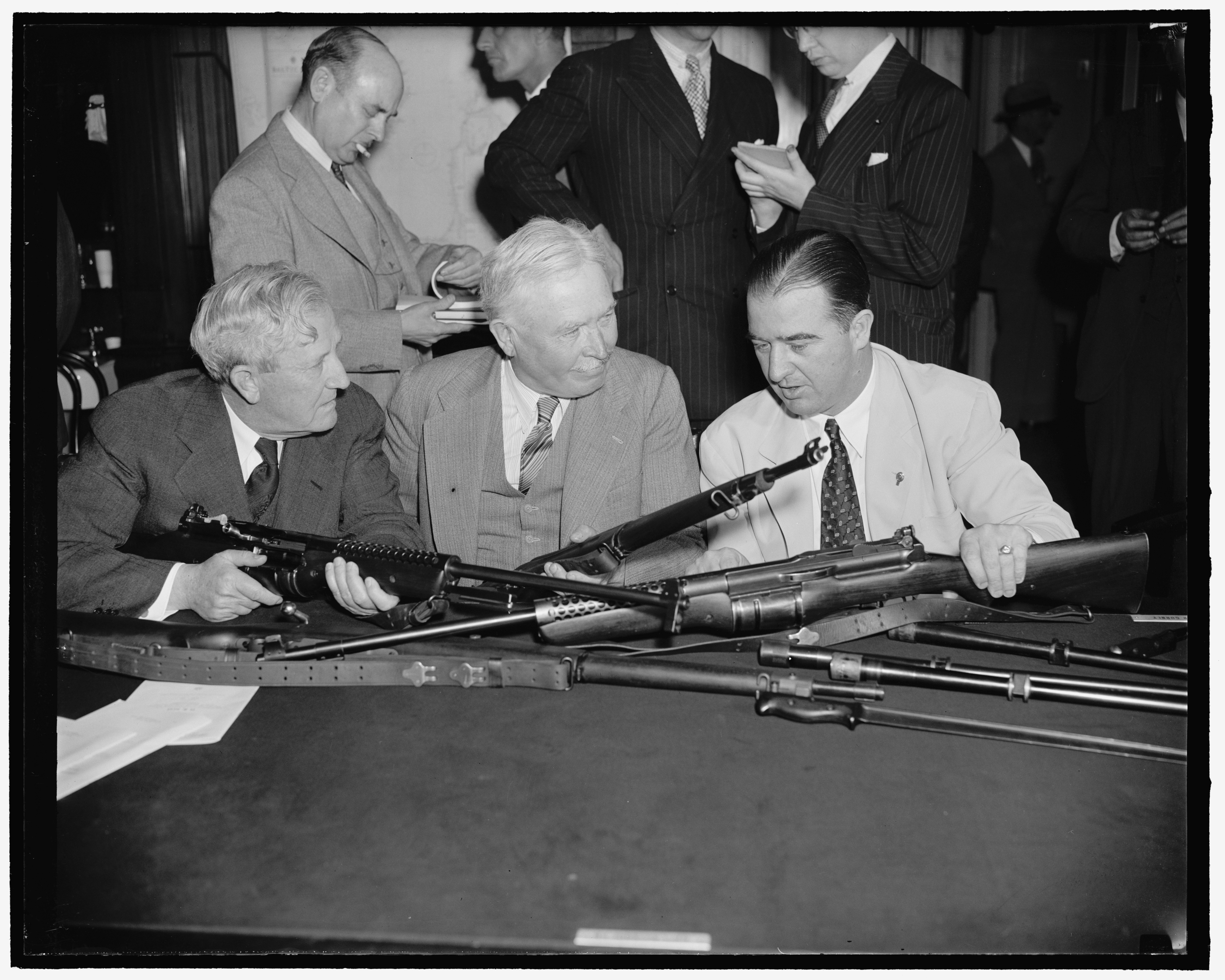
Le sénateur Sheppard (à gauche), président de la commission des affaires militaires du Sénat, le général de division George A. Lynch, chef de l'infanterie américaine, et le sénateur A.B. Chandler du Kentucky, inspectent le fusil semi-automatique M1941 qui a tenté de concurrencer sans succès le M1 Garand pour devenir l'arme standard de l'armée.

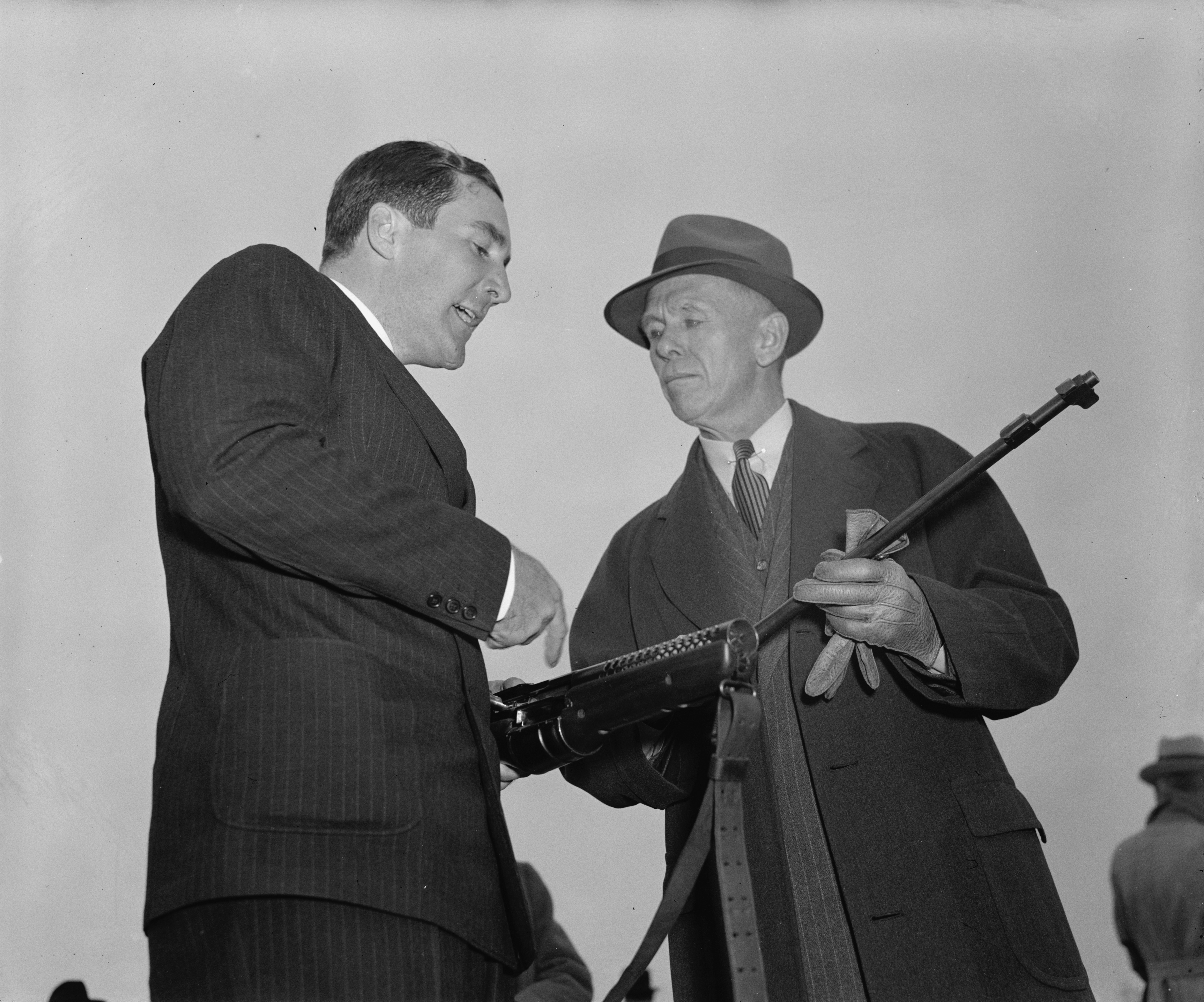
Melvin Johnson et le général George Marshall avec un fusil M1941 démonté.

Le fusil M1941 utilise l'énergie du recul pour faire fonctionner le fusil. Lorsque la balle et les gaz propulseurs se déplacent dans le canon, ils exercent une force sur la tête de la culasse qui est verrouillée sur le canon. Le canon, ainsi que la culasse, se déplacent sur une courte distance vers l'arrière jusqu'à ce que la balle quitte le canon et que la pression dans l'alésage tombe à un niveau sûr. Le canon s'arrête alors, ce qui permet au porte-culasse de poursuivre sa course vers l'arrière sous l'effet de l'impulsion donnée par la phase de recul initiale. La culasse rotative, munie de huit ergots de verrouilage, se déverrouille alors de la chambre tandis que la came tourne et déverrouille la culasse pour poursuivre le cycle de fonctionnement. Le fusil Johnson utilise une crosse en deux parties et un chargeur rotatif unique de 10 balles, conçu pour utiliser les mêmes clips de 5 balles déjà utilisés sur le M1903. Un autre avantage de cette méthode de chargement est que le chargeur peut être rempli alors qu'il y a encore une cartouche dans la chambre et que le fusil est prêt à tirer. Les sénateurs et les responsables militaires ont considéré que les variantes avec une baïonnette n'étaient pas adaptées au combat.
Ce système présentait certains avantages par rapport au fusil M1 Garand, notamment un chargeur de plus grande capacité, et la possibilité de le recharger à tout moment, même lorsque la culasse était fermée sur une balle chambrée. En outre, le fusil Johnson n'éjectait pas de chargeur en bloc - contrairement au fusil M1 - lorsque la dernière cartouche du chargeur était tirée, ce qui était considéré comme un avantage par certains soldats.
Une croyance largement répandue parmi les soldats américains (lors d'une enquête de 1952, 27 % des soldats étaient de cet avis) était que le son distinctif d'éjection du chargeur M1 Garand, le fameux « M1 ping », représentait un danger lors d'un combat contre une force ennemie, car le son pouvait signaler que le fusil M1 du soldat était vide. En dépit des croyances anecdotiques et de la popularité de l'histoire, il n'existe aucun cas vérifié d'ennemi ayant utilisé le « M1 ping » à son avantage jusqu'à la Guerre de Corée,.
Malgré les nombreux avantages du fusil Johnson par rapport au M1 Garand, les inconvénients existants étaient trop importants pour que la production américaine de fusils se détourne du M1 Garand. Le mécanisme du canon alternatif à court recul du Johnson entraînait une dispersion verticale excessive des plombs qui n'a jamais été complètement corrigée pendant sa durée de vie et était susceptible de mal fonctionner lorsqu'une baïonnette était attachée au canon alternatif (les armes à court recul nécessitent des poids de canon spécifiques pour fonctionner correctement). En outre, les mouvements complexes du canon nécessaires à son bon fonctionnement auraient été soumis à des contraintes inacceptables lors de la pénétration d'une baïonnette dans une cible. Le Johnson comportait également un certain nombre de petites pièces qui se perdaient facilement lors du démontage sur le terrain. En partie à cause du manque de développement, le M1941 était moins robuste et moins fiable que le M1, bien qu'il s'agisse d'une question de préférence personnelle et qu'il n'y ait pas eu d'unanimité parmi ceux qui avaient utilisé les deux armes au combat.
Comme Johnson en avait l'habitude, il donna à toutes ses armes un surnom « d'animal de compagnie ». Johnson baptisa son fusil semi-automatique « Betsy » et la mitrailleuse légère (en) « Emma ».
Melvin Johnson a continué à développer des armes légères. Il a travaillé avec ArmaLite et Colt's Manufacturing Company pour promouvoir le AR-15. L'AR-15 utilise une conception de culasse similaire à celle du M1941 Johnson.

## Histoire

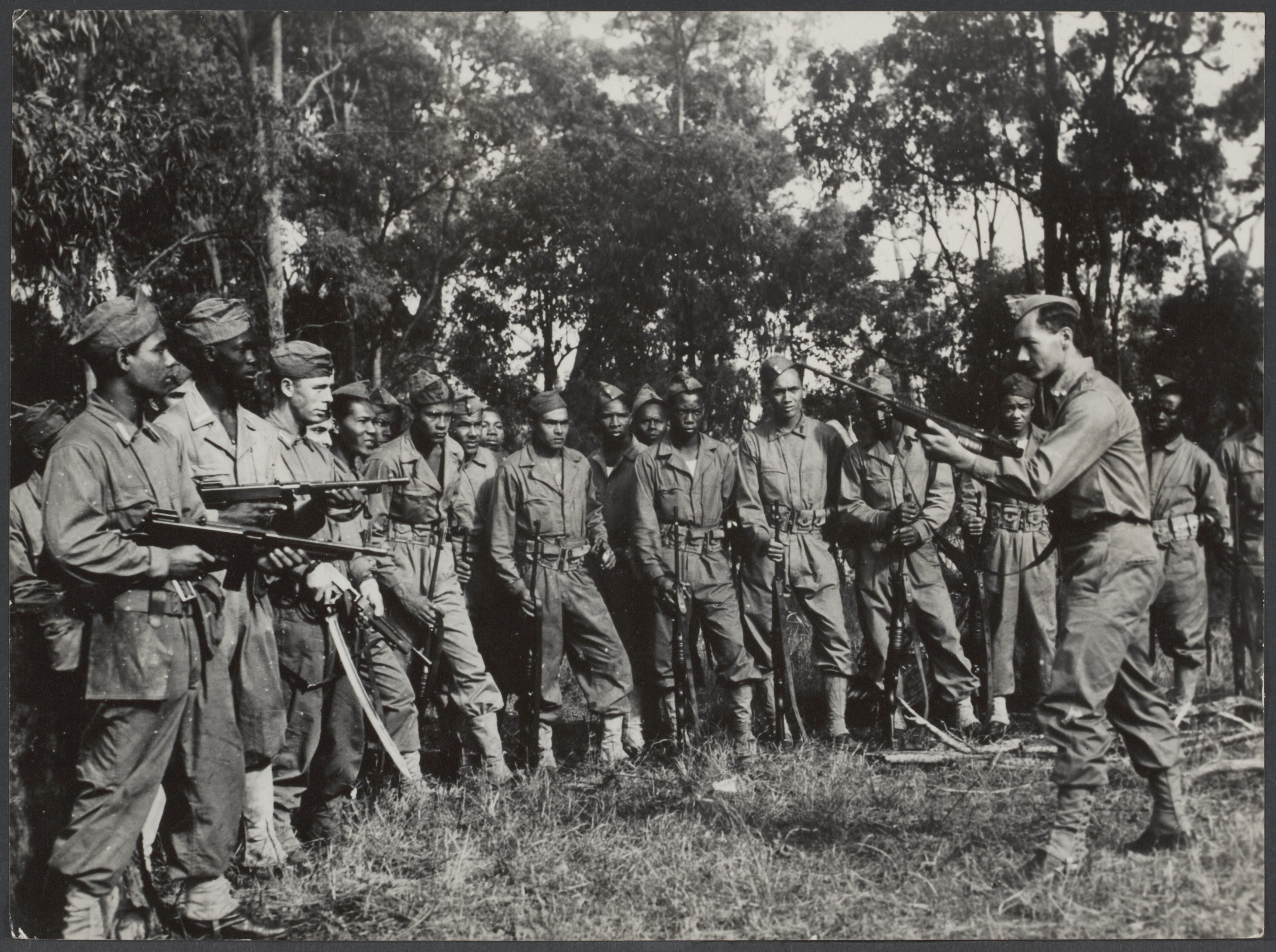
Soldats de l'Armée royale des Indes orientales néerlandaises en juillet 1945. Le soldat de droite porte un fusil Johnson.

Au milieu des années 1930, l'armée américaine était à la recherche d'un fusil semi-automatique, et John Garand, de Springfield Armory, remporta l'appel d'offres. Melvin Johnson, avocat de profession, officier des Marines et amateur d'armes à feu, était sceptique quant à la conception adoptée (par exemple, il doutait que les munitions de guerre soient suffisamment uniformes pour qu'un fusil à gaz fonctionne de manière fiable) et décida de développer son propre fusil. En février 1936, alors que le Garand vient d'être adopté, il fait fabriquer dans un atelier d'usinage, pour 300 dollars, son premier modèle fonctionnel, dont la culasse rotative comporte 10 ergots de verrouillage, ce qui est sans précédent. En avril, Johnson dépose une demande de brevet et, en août, le premier prototype complet de fusil est achevé. Il poursuit le développement en 1937-1938, alors que la conception déjà adoptée du Garand était en cours d'amélioration et de maturation. En 1938-1940, le premier prototype du fusil R-14 était équipé d'une baïonnette à sabre de type M1905 (en), malgré l'échec des essais de l'armée américaine,.
Melvin Johnson a mené une campagne intensive pour que son fusil soit adopté par l'armée américaine et d'autres services. Cependant, après des essais limités, l'armée a rejeté le fusil de Johnson en faveur du fusil M1 qu'elle possédait déjà. Le M1941 a été commandé par les Pays-Bas pour l'armée royale des Indes orientales néerlandaises (KNIL) dans les Indes orientales néerlandaises, mais seuls 1 999 fusils ont été expédiés aux Indes orientales néerlandaises avant l'invasion japonaise. À cette époque, l'U.S. Marine Corps avait besoin d'un fusil d'infanterie moderne à tir rapide et a acquis quelques fusils auprès de l'expédition des Indes orientales néerlandaises pour les fournir à ses bataillons Paramarines qui se préparaient alors à être déployés sur le théâtre d'opérations du Pacifique.
Le numéro de série de l'arme A0009 a été attribué au capitaine de l'USMC Robert Hugo Dunlap (en), de Monmouth dans l'Illinois, et il l'a porté au combat lors de la bataille d'Iwo Jima, à partir du 19 février 1945. Le capitaine Dunlap a reçu la médaille d'honneur pour ses actions lors de cette bataille, et il a conservé et exposé l'arme jusqu'à sa mort en 2000. Il a fait l'éloge de ce fusil et lui a attribué le mérite d'avoir sauvé sa vie et celle d'autres personnes.
Malgré les demandes répétées du Corps des Marines d'adopter le fusil, ce dernier n'a pas reçu le soutien de l'U.S. Army Ordnance, qui avait déjà investi des sommes considérables dans le développement du M1 Garand et de son système de fonctionnement à gaz révisé, dont la production venait juste d'être lancée. Johnson a réussi à vendre de petites quantités de sa mitrailleuse M1941 (en) aux forces armées américaines, et cette arme a ensuite été utilisé par les Paramarines et la First Special Service Force de l'armée.
Outre les Pays-Bas, la Norvège a reçu des échantillons en 1939 (mais il n'y a pas eu de commande en raison de l'invasion allemande), et au début des années 1940, l'armée chilienne a commandé 1 000 fusils en 7 x 57 (la différence de calibre a nécessité l'achat de canons au Mexique), et ont été livrés en 1943. Les numéros de série sont tous à 4 chiffres, le deuxième bloc ayant un préfixe A et le troisième un B. Tous les numéros n'ont pas été produits, ce qui signifie que la production totale a été inférieure à 30 000, tous modèles de mitrailleuses légères confondus. Certaines sources affirment qu'il y en a eu 70 000, mais c'est impossible si l'on se réfère à la gamme des numéros de série.
En outre, en avril 1944, le département de la Guerre des États-Unis a proposé à l'armée de la France libre d'utiliser environ 10 500 fusils Johnson et 1 500 mitrailleuses légères Johnson ; ces armes provenaient de contrats néerlandais non livrés, repris par le gouvernement des États-Unis en 1942. Les Français ont demandé à les fournir à leurs « troupes de souveraineté » (c'est-à-dire les unités de deuxième ligne restées en Afrique du Nord), mais cet ordre n'a pas été suivi d'effet.
Certains fusils sont envoyés en République de Chine, et quelques-uns ont été capturés par l'Armée populaire de libération au cours des dernières phases de la Guerre civile chinoise. Les fusils Springfield .30-06 et Enfield M1917 ont été fournis en grand nombre à l'Armée nationale révolutionnaire (KMT) par les États-Unis avant 1945, pour armer les Forces Y et X en Birmanie. Environ 30 % des armes légères nationalistes étaient d'origine américaine, 30 % avaient été capturées au Japon et le reste provenait de diverses sources chinoises. Une source militaire américaine indique qu'entre septembre et novembre 1948, les nationalistes ont perdu 230 000 fusils au profit des communistes. Au début de 1949, le chiffre total atteignait plus de 400 000, dont au moins 100 000 étaient américaines.
Au début de la Révolution nationale indonésienne, certains fusils M1941 étaient encore en service au sein des forces néerlandaises. Alors que la KNIL a remis de nombreux fusils Geweer M. 95 (en) et Lee–Enfield à l'Indonésie après la fin de la guerre, les fusils Johnson ont été ramenés aux Pays-Bas. Ils ont finalement été vendus sur le marché des surplus en 1953.
Fin 1946, l'Argentine se montre intéressée par les armes de Johnson, qui fabrique un prototype, le Model 1947 auto carbine, une variante semi-automatique de la mitrailleuse légère dotée d'un chargeur cylindrique de 10 balles. Bien que les détails ne soient pas très précis, cette carabine ressemblait peu à la mitrailleuse légère Johnson M1941, mais elle en partageait certaines caractéristiques. L'Argentine a apparemment refusé de l'acheter, et le fusil automatique M1947 n'a jamais été produit. Quoi qu'il en soit, les années d'après-guerre n'ont pas été favorables à Johnson. L'entreprise dépose le bilan et est liquidée au début de l'année 1949.
Une variante notable est le FMA VF-1 fabriqué en Argentine.
Le fusil Johnson a également été utilisé à l'entraînement par la Brigade 2506 anticastriste, mais n'a pas été utilisé lors du débarquement de la baie des Cochons en 1961.
Parce qu'il a été produit en quantités relativement faibles, le fusil Johnson est devenu un objet de collection très recherché par les collectionneurs de la Seconde Guerre mondiale désireux de compléter leur collection.

## Utilisateurs

### États
- Chili[25]
- République de Chine[19]
- Cuba[26],[27]
- Pays-Bas
  -  Indes orientales néerlandaises (KNIL)[25]
- États-Unis[25]

### Utilisateurs non-étatiques
- Brigade 2506